# ルーク・ゴス
ルーク・ゴス（Luke Goss、本名：Luke Damon Goss 、1968年9月29日 - ）は、イギリス・ロンドン出身のミュージシャン、俳優。

## プロフィール
1987年から双子の兄弟マットと共にバンド・ブロスで活躍。"I Owe You Nothing"が全英シングルチャート1位になり、来日公演も行うなど世界的に人気を得たが、1992年に解散。その後には他のバンドで活動したり、『グリース』などのミュージカルにも出演。自伝"I Owe You Nothing"はベストセラーとなった。
その後、演技に転向し、2002年にはハリウッド映画『ブレイド2』に出演、テレビなどでも活躍している。映画『ヘルボーイ/ゴールデン・アーミー』『鉄拳』へも出演した。

## 主な出演作品
| 公開年 | 邦題 原題                                                         | 役名                       | 備考                                    |
| ------ | ----------------------------------------------------------------- | -------------------------- | --------------------------------------- |
| 2002   | ブレイド2 Blade II                                                | ノマック                   |                                         |
| 2004   | シルバーホーク 飛鷹/Silver Hawk                                   | アレグサンダー・ウルフ     |                                         |
| 2004   | ブリティッシュ・ギャングスター Charlie                            | チャーリー・リチャードソン |                                         |
| 2004   | フランケンシュタイン Frankenstein                                 | 怪物                       | テレビ映画                              |
| 2005   | モンスター/COLD＆DARK Cold & Dark                                 | ジョン・ダーク             |                                         |
| 2005   | マイプライベート セックス Private Moments                         | ルシアン                   |                                         |
| 2005   | デトロイト・コップ・シティ The Man                                | ジョーイ・ケーン           |                                         |
| 2006   | 沈黙の傭兵 Mercenary for Justice                                  | ジャック・ドレシャム       | ビデオ作品                              |
| 2006   | プリンセス・オブ・ペルシャ エステル勇戦記 One Night with the King | クセルクセス1世            |                                         |
| 2006   | エイリアン・ライジング Unearthed                                  | ケール                     |                                         |
| 2007   | ボーン・ドライ Bone Dry                                           | エディ                     |                                         |
| 2007   | 上海ベイビー Shanghai Baby                                        | マーク                     |                                         |
| 2008   | スノークラッシュ Deep Winter                                      | スティーブン・ウィークス   |                                         |
| 2008   | ヘルボーイ/ゴールデン・アーミー Hellboy II: The Golden Army       | ヌアダ王子                 |                                         |
| 2009   | FRINGE/フリンジ Fringe                                            | ロイド・パー               | テレビシリーズ、1エピソードにゲスト出演 |
| 2009   | ハルマゲドン Annihilation Earth                                   | デヴィッド                 | テレビ映画                              |
| 2010   | TEKKEN -鉄拳- Tekken                                              | スティーブ・フォックス     |                                         |
| 2010   | ゾンビ・クラッシャーズ 最凶ヴァンパイア部隊 The Dead Undead       | ジャック                   |                                         |
| 2010   | ウィッチヴィル 深紅の女王と戦士たち Witchville                    |                            | テレビ映画                              |
| 2010   | ザ・レガシー El Dorado                                            | サム・グリッソム           | テレビ・ミニシリーズ                    |
| 2011   | ブレイクアップ Pressed                                            | ブライアン                 |                                         |
| 2011   | デス・レース2 Death Race 2                                        | カール・ルーカス           | ビデオ作品                              |
| 2011   | ブラッド・アウト Blood Out                                        | マイケル・セイヴィオン     | ビデオ作品                              |
| 2012   | ヒットマン リローデッド Interview with a Hitman                   | ヴィクター                 |                                         |
| 2013   | デス・レース3 インフェルノ Death Race 3: Inferno                  | カール・ルーカス           | ビデオ作品                              |
| 2014   | レッド・リベンジ Beyond Justice                                   | ジェイク・タルシオ         |                                         |
| 2015   | タイムリミット－72 AWOL-72                                        | コンラッド・ミラー         |                                         |
| 2015   | 米軍極秘部隊ウォー・ピッグス War Pigs                             | ジャック・ウォシック       |                                         |
| 2015   | デンジャー・コール Operator                                       | ジェレミー・ミラー         |                                         |
| 2017   | ブラッド・リベンジ 奪還のボーダーライン Your Move                 | デヴィッド                 | 監督・脚本 兼任                         |